# Ryan Napoleon
Ryan Napoleon (Sydney (New South Wales), 26 mei 1990) is een Australische zwemmer. Hij vertegenwoordigde zijn vaderland op de Olympische Zomerspelen 2012 in Londen

## Carrière
Bij zijn internationale debuut, op de wereldkampioenschappen zwemmen 2009 in Rome, werd Napoleon uitgeschakeld in de series van zowel de 400, de 800 als de 1500 meter vrije slag.
Tijdens de Pan Pacific kampioenschappen zwemmen 2010 in Irvine eindigde de Australiër als negende op de 1500 meter vrije slag, op de 400 meter vrije slag meldde hij zich af voor de finale. Op de Gemenebestspelen 2010 in Delhi veroverde Napoleon de zilveren medaille op de 400 meter vrije slag, op de 1500 meter vrije slag eindigde hij op de zesde plaats. Samen met Thomas Fraser-Holmes, Nicholas Ffrost en Kenrick Monk sleepte hij de gouden medaille in de wacht op de 4x200 meter vrije slag.
In Shanghai nam de Australiër deel aan de wereldkampioenschappen zwemmen 2011, op dit toernooi strandde hij in de series van zowel de 400 als de 800 meter vrije slag. Op de 4x200 meter vrije slag eindigde hij samen met Thomas Fraser-Holmes, Kenrick Monk en Jarrod Killey op de vijfde plaats.
Tijdens de Olympische Zomerspelen van 2012 in Londen eindigde Napoleon als achtste op de 400 meter vrije slag, samen met Thomas Fraser-Holmes, Kenrick Monk en Ned McKendry eindigde hij als vijfde op de 4x200 meter vrije slag.

## Internationale toernooien
| Jaar | Olympische Spelen                       | WK langebaan                                                 | WK kortebaan  | PanPacs                                   | Gemenebestspelen                                          |
| ---- | --------------------------------------- | ------------------------------------------------------------ | ------------- | ----------------------------------------- | --------------------------------------------------------- |
| 2009 |                                         | 21e 400m vrije slag 12e 800m vrije slag 11e 1500m vrije slag |               |                                           |                                                           |
| 2010 |                                         |                                                              | geen deelname | serie 400m vrije slag 9e 1500m vrije slag | 400m vrije slag · 6e 1500m vrije slag · 4x200m vrije slag |
| 2011 |                                         | 13e 400m vrije slag 13e 800m vrije slag 5e 4x200m vrije slag |               |                                           |                                                           |
| 2012 | 8e 400m vrije slag 5e 4x200m vrije slag |                                                              | geen deelname |                                           |                                                           |

## Persoonlijke records
Bijgewerkt tot en met 3 april 2011

### Kortebaan
| Afstand         | Tijd    | Datum             | Plaats    |
| --------------- | ------- | ----------------- | --------- |
| 200m vrije slag | 1.45,01 | 20 september 2008 | Melbourne |
| 400m vrije slag | 3.44,65 | 22 september 2008 | Melbourne |

### Langebaan
| Afstand          | Tijd     | Datum         | Plaats   |
| ---------------- | -------- | ------------- | -------- |
| 0200m vrije slag | 01.47,51 | 16 maart 2012 | Adelaide |
| 0400m vrije slag | 03.45,16 | 1 april 2011  | Sydney   |
| 0800m vrije slag | 07.53,92 | 28 juli 2009  | Rome     |
| 1500m vrije slag | 15.01,99 | 21 maart 2009 | Sydney   |